# Finland op het Eurovisiesongfestival 1977
Finland nam in 1977 deel aan het Eurovisiesongfestival in Londen, Verenigd Koninkrijk. Het was de 16de deelname van het land op het festival. Het land werd vertegenwoordigd door Monica Aspelund met het lied Lapponia.

## Selectieprocedure
De finale werd gehouden in de studio's van YLE in Helsinki en werd gepresenteerd door Tutteli Mensonen. 
In totaal deden er 9 liedjes mee aan deze finale. De winnaar werd gekozen door 7 regionale jury's.
De uiteindelijke winnaar was Monica Aspelund met Lapponia. Ze behaalde een totaal van 431 punten, 85 punten meer dan de nummer twee.

#### Uitslag
| Plaats | Artiest                     | Lied                     | Punten |
| ------ | --------------------------- | ------------------------ | ------ |
| 1      | Monica Aspelund             | Lapponia                 | 431    |
| 2      | Hortto Kaalo                | Kauan sitten             | 346    |
| 3      | Viktor Klimenko             | Luonasi oon              | 336    |
| 4      | FinnTrio                    | Illalla sillalla         | 296    |
| 5      | Eeva Kiviharju              | Palokankaan Maikki       | 291    |
| 6      | Mikko Alatalo & Tabula Rasa | Rokkilaulaja             | 273    |
| 7      | Lasse Mårtenson             | Kuusitoista hyvää vuotta | 232    |
| 8      | Markku Blomqvist            | Liehuva liekinvarsi      | 206    |
| 9      | Seija Simola                | Yötön yö                 | 190    |

## In Londen
Op het Eurovisiesongfestival zelf trad Finland als zestiende van achttien deelnemers aan, na Italië en voor België. Aan het einde van de puntentelling stond Finland op een 10de plaats, met 50 punten. Viktor Klimenko, die in de nationale finale derde werd en Finland in 1965 internationaal had vertegenwoordigd, zat in de koor tijdens de internationale finale.
België had geen punten over voor de Finse inzending, Nederland daarentegen vier.

### Gekregen punten

#### Finale
| 12 punten     | 10 punten               | 8 punten    | 7 punten               | 6 punten     |
| ------------- | ----------------------- | ----------- | ---------------------- | ------------ |
| - Ierland     |                         | - Noorwegen | - Israël               | - Oostenrijk |
| 5 punten      | 4 punten                | 3 punten    | 2 punten               | 1 punt       |
| - Zwitserland | - Frankrijk - Nederland |             | - Griekenland - Zweden |              |

### Punten gegeven door Finland

#### Finale
Punten gegeven in de finale:
| 12 punten | Frankrijk           |
| 10 punten | Zwitserland         |
| 8 punten  | Luxemburg           |
| 7 punten  | Spanje              |
| 6 punten  | Griekenland         |
| 5 punten  | Monaco              |
| 4 punten  | Verenigd Koninkrijk |
| 3 punten  | België              |
| 2 punten  | Italië              |
| 1 punt    | Oostenrijk          |

1961 · 1962 · 1963 · 1964 · 1965 · 1966 · 1967 · 1968 · 1969 · 1970 · 1971 · 1972 · 1973 · 1974 · 1975 · 1976 · 1977 · 1978 · 1979 · 1980 · 1981 · 1982 · 1983 · 1984 · 1985 · 1986 · 1987 · 1988 · 1989 · 1990 · 1991 · 1992 · 1993 · 1994 · 1995 · 1996 · 1997 · 1998 · 1999 · 2000 · 2001 · 2002 · 2003 · 2004 · 2005 · 2006 · 2007 · 2008 · 2009 · 2010 · 2011 · 2012 · 2013 · 2014 · 2015 · 2016 · 2017 · 2018 · 2019 · 2020 · 2021 · 2022 · 2023 · 2024 · 2025